# Первый законопроект о гомруле

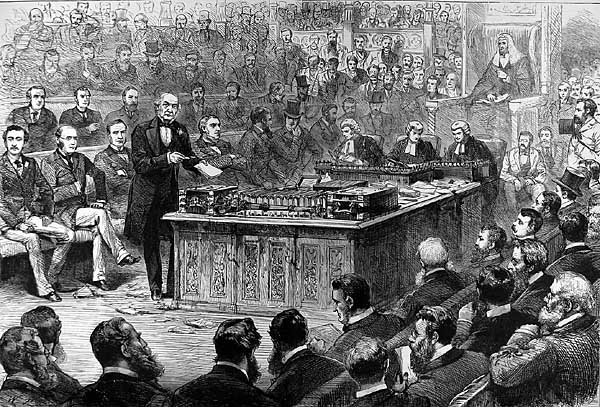
Дебаты о гомруле 8 апреля 1886 года

Первый законопроект о гомруле (Government of Ireland Bill 1886) — первый законопроект о самоуправлении Ирландии, обсуждавшийся в парламенте Соединённого Королевства в 1886 году.
Термин «гомруль» (англ. home rule, самоуправление) был введён И. Баттом, основателем Ассоциации самоуправления (1870), преобразованной в Лигу гомруля в 1873 году. Суть гомруля изначально заключалась в создании ирландского парламента для решения внутренних вопросов при сохранении верховной власти за Британией. В 1874 году в ходе выборов в Палату общин Лига получила 60 мест, кроме того, вне существовавшего парламента программа была поддержана Ирландской национальной земельной лигой. Всё это привело в 1880-х годах к первым попыткам провести проект гомруля через парламент.
В 1886 году первый проект гомруля был внесён либеральным правительством Гладстона. Он предполагал ограниченную автономию Ирландии в рамках Соединённого королевства. Проект был провален во втором чтении (против него выступили английские консерваторы и часть либералов), кроме того, он вызвал возмущения в Ольстере (население которого было преимущественно протестантским в то время, как подавляющее большинство населения других ирландских графств было преимущественно католическим; кроме того, Ольстер был лучше развит экономически, большинству его жителей было выгоднее оставаться в полном подчинении Великобритании). Правительство подало в отставку, парламент был распущен. В результате либеральное правительство сменилось на консервативное, а Либеральная партия раскололась на либерал-юнионистов и, частично, ирландских юнионистов, лидером которых был экс-либерал Эдвард Карсон.
В качестве альтернативы ирландскому гомрулю его противник Джозеф Чемберлен выдвинул идею Home Rule all Around (всеобщего самоуправления): ряд проектов, в которых предусматривалось фактически федерализация Соединённого королевства.